# Zatrzebionka
Zatrzebionka (dodatkowa nazwa w j. kaszub. Zatrzebiónka) – część wsi Trzebuń w Polsce, położona w województwie pomorskim, w powiecie kościerskim, w gminie Dziemiany. Wchodzi w skład sołectwa Trzebuń.
W latach 1975–1998 Zatrzebionka położona była w województwie gdańskim.
Zatrzebionka położona jest nad jeziorem Trzebionko.